# Tlatilco
Tlatilco was een precolumbiaanse nederzetting in het Dal van Mexico. De cultuur van Tlatilco was een van de eerste die werd gevestigd in de Anáhuac, aan de oevers van het Texcocomeer. Haar historische periode ligt binnen de Pre-Klassieke Periode, tussen 1500 v.Chr. en 300 v.Chr.. De naam Tlatilco komt uit het Náhuatl en betekent "waar zich verborgen zaken bevinden". Deze naam werd toegekend door de eerste Nahuavestigers omdat, toen zij zich in het Dal van Mexico vestigden, de cultuur van Tlatilco al was verdwenen. Tegenwoordig wordt gedacht dat de stad werd gedomineerd ofwel sterk beïnvloed door de Olmeken, die toen de grote cultuur waren binnen Meso-Amerika.
Uit de gevonden overblijfselen valt op te maken dat de inwoners van Tlatilco bekwaam waren in het pottenbakken (beïnvloed door de Olmeken) en goed met keramiek konden werken. Bekend zijn de eenvoudige afbeeldingen van vrouwen, die waarschijnlijk voor vruchtbaarheidsrituelen werden gebruikt. Daarnaast deden ze aan schedelvervorming en verminkingen van tanden.
Volgens recent onderzoek ontwikkelden de inwoners van Tlatilco nooit kleren of een vorm van geschreven taal of afbeeldingen. Ze liepen naakt rond, met bodypaint, het liefst met rood. Ze waren jagers en beoefenden een basale vorm van landbouw tot de komst van de Olmeken.